# Шарпсбург (Пенсільванія)
Шарпсбург (англ. Sharpsburg) — місто (англ. borough) в США, в окрузі Аллегені штату Пенсільванія. Населення — 3187 осіб (2020).

## Географія
Шарпсбург розташований за координатами 40°29′36″ пн. ш. 79°55′18″ зх. д. / 40.49333° пн. ш. 79.92167° зх. д. (40.493243, -79.921547).  За даними Бюро перепису населення США в 2010 році місто мало площу 1,65 км², з яких 1,26 км² — суходіл та 0,39 км² — водойми.

## Демографія
Згідно з переписом 2010 року, у селищі мешкало 3446 осіб у 1641 домогосподарстві у складі 805 родин. Густота населення становила 2084 особи/км².  Було 1869 помешкань (1130/км²).
Расовий склад населення:
| - 86,9 % — білих - 6,7 % — чорних або афроамериканців - 1,7 % — азіатів - 0,2 % — корінних американців |

До двох чи більше рас належало 3,7 %. Частка іспаномовних становила 3,3 % від усіх жителів.
За віковим діапазоном населення розподілялося таким чином: 20,7 % — особи молодші 18 років, 62,5 % — особи у віці 18—64 років, 16,8 % — особи у віці 65 років та старші. Медіана віку мешканця становила 40,2 року. На 100 осіб жіночої статі у селищі припадало 90,6 чоловіків;  на 100 жінок у віці від 18 років та старших — 84,3 чоловіків також старших 18 років.
Середній дохід на одне домашнє господарство  становив 44 870 доларів США (медіана — 31 250), а середній дохід на одну сім'ю — 65 274 долари (медіана — 53 942). Медіана доходів становила 49 141 долар для чоловіків та 34 141 долар для жінок. За межею бідності перебувало 27,2 % осіб, у тому числі 37,0 % дітей у віці до 18 років та 18,9 % осіб у віці 65 років та старших.
Цивільне працевлаштоване населення становило 1530 осіб. Основні галузі зайнятості: освіта, охорона здоров'я та соціальна допомога — 25,0 %, роздрібна торгівля — 17,8 %, виробництво — 12,5 %, фінанси, страхування та нерухомість — 9,0 %.